# Hanya Yanagihara
Hanya Yanagihara (nascida em 1974 ) é uma romancista, editora e escritora de viagens americana. Ela cresceu no Havaí . Ela é mais conhecida por seu romance best-seller Uma Vida Pequena, que foi selecionado para o Booker Prize de 2015, e por ser a editora-chefe da T Magazine .

## Vida pregressa
Hanya Yanagihara nasceu em 1974 em Los Angeles . Seu pai, hematologista / oncologista Ronald Yanagihara, é do Havaí, e sua mãe nasceu em Seul . Yanagihara é parcialmente descendente de japoneses por meio de seu pai. Quando criança, Yanagihara mudou-se frequentemente com sua família pelos Estados Unidos, morando no Havaí, Nova York, Maryland, Califórnia e Texas . Ela frequentou a Punahou High School, no Havaí. Ela frequentou o Smith College e se formou em 1995.
Yanagihara disse que seu pai a apresentou quando menina à obra de Philip Roth e a "escritores britânicos de uma certa idade", como Anita Brookner, Iris Murdoch e Barbara Pym . Sobre Pym e Brookner, ela diz, "há uma suspeita do ofício que os escritores masculinos de sua geração não tinham, um cálculo metafísico do que ele realmente está fazendo pelo mundo". Ela disse que "os escritores contemporâneos que mais admiro são Hilary Mantel, Kazuo Ishiguro e John Banville ".

## Carreira
Após a faculdade, Yanagihara mudou-se para Nova York e trabalhou por vários anos como publicitário. Ela escreveu sobre viagens e foi editora da Condé Nast Traveler .
Seu primeiro romance, The People in the Trees, parcialmente baseado no caso real do virologista Daniel Carleton Gajdusek, foi elogiado como um dos melhores romances de 2013.
Uma Vida Pequena de Yanagihara foi publicado em 10 de março de 2015 e recebeu ampla aclamação da crítica. O livro foi selecionado para o Prêmio Man Booker de ficção de 2015, o Prêmio Feminino de Ficção de 2016 e ganhou o Prêmio Kirkus de ficção de 2015. Yanagihara também foi selecionada como finalista do Prêmio Nacional do Livro de Ficção de 2015. Uma Vida Pequena desafiou as expectativas de seu editor, do agente de Yanagihara e da própria autora, que acreditavam que ele não venderia bem.
Yanagihara descreveu escrever o livro no seu melhor como "glorioso como surfar; parecia ser carregado em algo que eu não poderia conjurar, mas tive a sorte de pegar, mesmo que por apenas um momento. Na pior das hipóteses, senti que estava de alguma forma perdendo minha propriedade sobre o livro. Parecia, estranhamente, como ser uma daquelas pessoas que adotam um tigre ou leão quando o felino é um bebê, fofinho e manejável, e depois assistem com desânimo e admiração quando se voltam contra eles quando adultos".
Em 2015, ela deixou a Condé Nast para se tornar vice-editora da T: The New York Times Style Magazine . Ela disse que depois de publicar seu segundo romance mais vendido, as pessoas na indústria editorial ficaram perplexas com sua decisão de aceitar um emprego na T. Descrevendo o mundo editorial como "uma comunidade provinciana, mais ou menos tão esnobe quanto a indústria da moda", ela disse: "Eu recebo esses comentários dissimulados como, 'oh, eu nunca soube que havia palavras [na T Magazine ] que valem a pena ler'". Sobre trabalhar como editora enquanto escreve ficção paralelamente, ela diz: "Nunca fiz de outra maneira". Em 2017, ela se tornou a editora-chefe do T .
O terceiro romance de Yanagihara, Paraíso, foi publicado em 11 de janeiro de 2022 e alcançou o primeiro lugar na lista de best-sellers do The New York Times .

## Obras e publicações
- O Povo nas Árvores, 2013
- Uma Vida Pequena, 2015
- Paraíso, 2022